# Albanus
Albanus är ett åländskt segelfartyg byggt i Sjökvarteret i Mariehamn. Avsikten med projektet var att återskapa en av de skutor som tidigare varit så viktiga på Åland och att bevara skeppsbyggnadskonsten och dess traditioner. Skutan används för lägerskolor, ungdoms- och medlemsseglatser, privata evenemang och kulturprogram.
Albanus är en replik, byggt efter ritningarna till den tidigare Albanus från Äppelö, som byggdes 1904 av bonden Johan August Henriksson. Albanus är likt sitt original riggad som galeas.